# Albatross (Star Trek)
"Albatross" és el quart episodi de la segona temporada de la sèrie de televisió animada de ciència-ficció estatunidenca Star Trek, el 20è episodi en total. Es va emetre per primera vegada a la programació de l'NBC dissabte al matí el 28 de setembre de 1974 i fou escrit per Dario Finelli.
En aquest episodi, Leonard McCoy va ser arrestat i acusat d'assassinat en massa comès 19 anys abans. Aquesta és l'última aparició de la infermera Christine Chapel a la sèrie d'animació. No va tornar fins a Star Trek: La pel·lícula, estrenada cinc anys després.

## Trama
En data estel·lar 5275.6, quan la nau estel·lar de la Federació Enterprise visita el planeta Dramia per lliurar subministraments mèdics, les autoritats van arrestar immediatament al cap de metge Dr. Leonard McCoy per assassinat en massa. Els dramians al·leguen que 19 anys abans el Dr. McCoy havia supervisat un programa d'inoculació sobre Dramia II, i que un cop va marxar la majoria dels habitants van morir per una pesta. El govern dramià creu que la plaga devia ser el resultat de les activitats de McCoy allà.
El Capità Kirk porta l' Enterprise a Dramia II per investigar. Allà troben un supervivent anomenat Kol-Tai que era fora del món en el moment de la pesta, però recorda haver estat curat per McCoy i està disposat a testificar que el metge no és un assassí en massa. En el camí de tornada a Dramia, el seu principal testimoni comença a desenvolupar símptomes de la pesta, marcats per un canvi en la coloració de la pigmentació de la pell. En el procés, la tripulació està infectada amb la mateixa plaga, excepte el primer oficial Spock que sembla ser immune a causa de la seva herència vulcaniana.
Amb tota la tripulació de la nau infectada, Spock es veu obligat a treure McCoy de la presó a dramiana, primer utilitzant el pessic vulcanià per noquejar un guàrdia, de manera que puguin retrocedir i trobar una cura. A prop de la mort, Kirk s'adona que el canvi de color del pigment va ser en realitat causat per una aurora espacial. McCoy ara és capaç de desenvolupar una cura i els dramians abandonen tots els càrrecs contra ell.

## Càsting
El cofundador de Filmation Lou Scheimer va proporcionar la veu de guàrdia dramià, mentre que el membre habitual del repartiment James Doohan va donar la veu al Prefecte Suprem de Dràmia així com al supervivent de la pesta Kol-Tai.

## Recepció
En una revisió del 2017 d'aquest episodi feta per Tor.com, assenyalen que la nau estel·lar Enterprise ha de lliurar subministraments mèdics i li van donar una puntuació global de 5 sobre 10.